# Lottstetten

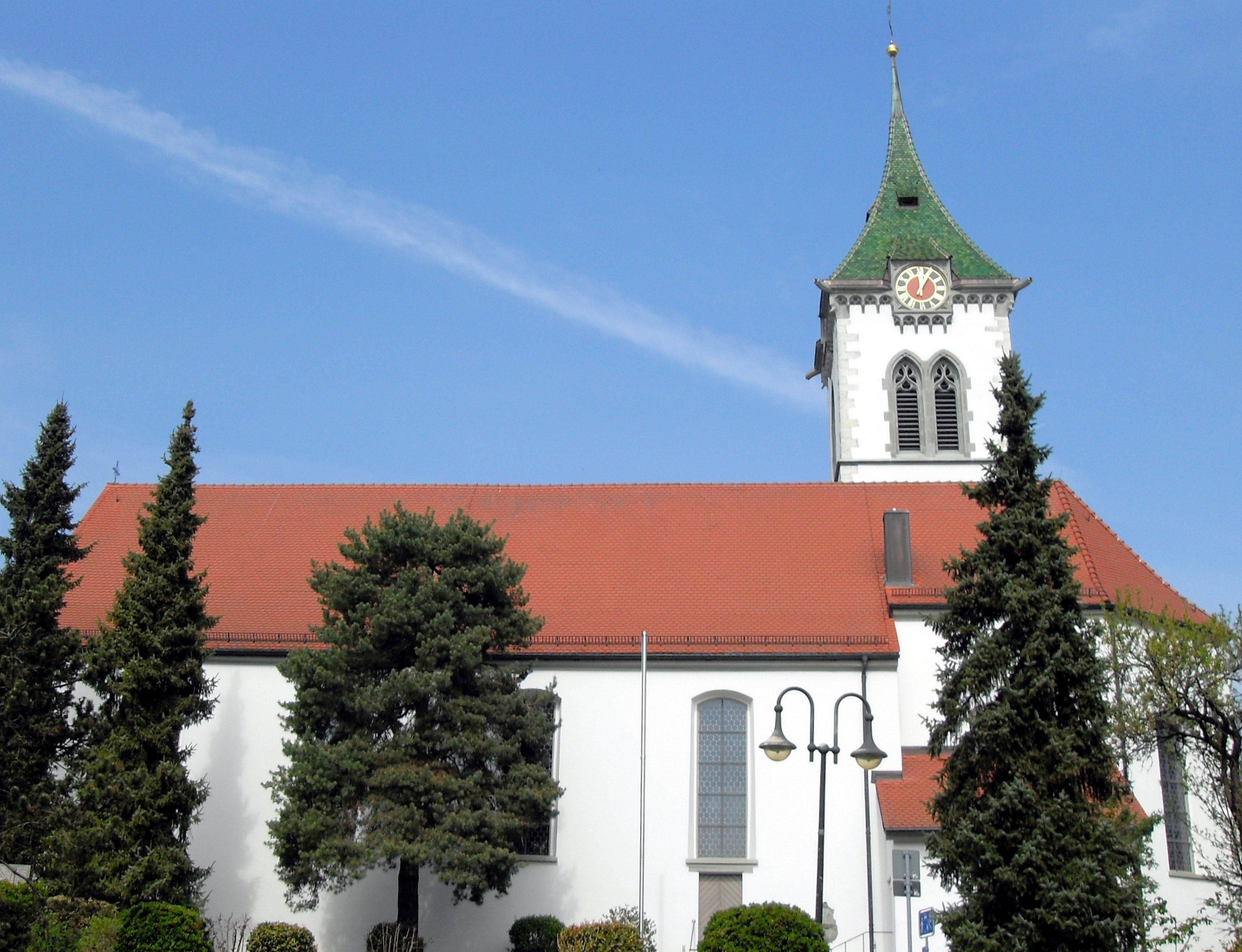
Kirche St. Valentin

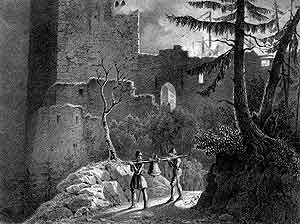
Burg Balm bei Lottstetten nach einer alten Zeichnung: Die Schaffhauser tragen nach der Zerstörung die Glocke der Burgkapelle nach Schaffhausen

Lottstetten ist eine deutsche Gemeinde im Landkreis Waldshut in Baden-Württemberg.

## Geografie

### Geografische Lage
Lottstetten liegt im äußersten Süden Baden-Württembergs am Hochrhein, etwa 9 km vom Rheinfall entfernt. Der Ort zählt zur Region Klettgau.
Die Gemeinde Lottstetten ist hinsichtlich ihrer Lage speziell in Deutschland: Sie befindet sich zusammen mit den Gemeinden Dettighofen und Jestetten im so genannten Jestetter Zipfel, der auf einer Länge von 55 km von der Grenze zur Schweiz umschlossen wird und vom offiziellen Fahrzeugverkehr nur über eine Landesstraße von Deutschland direkt zu erreichen ist, eine weitere direkte Straßenverbindung führt über Schweizer Hoheitsgebiet durch das Wangental. Wichtigste Verkehrsader bildet jedoch die B27. Das Gebiet ist entgegen dem Anschein dennoch keine Exklave.

### Nachbargemeinden
Die Gemeinde grenzt im Norden an Jestetten, an die Schweizer Gemeinden Rheinau und Marthalen im Kanton Zürich im Osten, Rüdlingen im Kanton Schaffhausen im Süden, und Rafz wieder im Kanton Zürich im Westen.

### Gemeindegliederung
Zur Gemeinde Lottstetten gehören die Dörfer Lottstetten, Balm und Nack, der Weiler Dietenberg, das Gehöft Hardtweghöfe und die Häuser Lottstetten-Landstraße, Zollamt und Nacker Mühle. Im Gemeindegebiet liegen die abgegangenen Ortschaften Blitzberg und Gaißberg.

## Geschichte
Lottstetten wurde im Jahr 827 erstmals erwähnt und gehörte zum Besitz des Klosters Rheinau. Der Ort war Teil der Landgrafschaft Klettgau. Beim heutigen Ortsteil Balm lag die gleichnamige mittelalterliche Burg Balm, die hier lange das Hochrheintal kontrollierte. Auf der Burg wohnte bis zur Zerstörung der Burg durch die Schaffhauser die Familie des Hermann von Sulz aus dem Geschlecht der Grafen von Sulz.
Im Dreißigjährigen Krieg war Lottstetten Schauplatz eines Gefechtes, das die Verheerung des Landes auslöste:

„Bei einem Gefecht am 7. Mai 1633 bei Lottstetten zwischen einer 300 Mann starken französischen Reiterabteilung, die unter schwedischen Fahnen diente, und Klettgauer Bauern, wurden von den etwa 600 Bauern 150 niedergemacht, ein großer Teil gefangengenommen und die andern in die Flucht gejagt. Der damalige Lottstetter Pfarrer hat die dramatischen Ereignisse in einem Bericht im Kirchenbuch festgehalten. Aus Rache für den Angriff der Bauern ließ Oberst Villefranche am 8. Mai 1633 Lottstetten niederbrennen‚ und zwar in so kurzer Zeit, daß in einer und in einer zweiten Stunde alles brannte.‘ In den folgenden Tagen wurden Jestetten, Erzingen, Grießen und fast alle Klettgaudörfer ausgeplündert, Häuser angezündet und die Bevölkerung geschunden.“

Wie schon zuvor wechselte auch in der Folge das Dorf noch mehrmals den Besitzer, bevor es 1806 zum Großherzogtum Baden kam. Eng verbunden ist danach die Geschichte des Ortes mit den Schneller zu Lottstetten. Ein Anführer in der Badischen Revolution war der „Engel“-Wirt Joseph Weißhaar.
Wegen des komplizierten Grenzverlaufs in dieser Region wurde das Gebiet des Jestetter Zipfels 1840 zum Zollausschlussgebiet erklärt, was die zu überwachende Grenze von 55 km auf 6 km verkürzte. Diese Regelung, die bis 1935 dauerte, bescherte den Bewohnern des Gebiets einen bescheidenen Wohlstand, konnten sie ihre Produkte doch in Baden bzw. Deutschland und der Schweiz zollfrei anbieten. Der zeitweise aufkommende Schmuggel war nicht nur durch Notzeiten bedingt. Benzin war günstiger als in der Schweiz und als im Rest von Deutschland, und entlang den Hauptstraßen öffneten zahlreiche Tankstellen, die zollfreien Treibstoff abgaben.

### Kriegsende 1945 und Nachkriegszeit
Nach der Besetzung Südbadens am Ende des Zweiten Weltkriegs gelangte auch das Zollausschlussgebiet in die Hand der Französischen Besatzungsmacht. Dem Kommandanten der 1. Armee, Jean de Lattre de Tassigny, war der Bereich in der Grenzziehung zu unübersichtlich. Er ließ ihn räumen. Am 14. Mai 1945 wurde die Bevölkerung zum Abmarsch aufgerufen, und am Tag darauf waren die Bewohner von Jestetten, Altenburg, Lottstetten und Nack auf dem Weg über Grießen in den Schwarzwald. Die Franzosen handelten aus militärischer Sicht. Es sollen sich noch versprengte deutsche Soldaten in den Wäldern an der Schweizer Grenze befunden haben, und auch Gerüchte um einen Gebietstausch mit der Schweiz waren im Umlauf. Der Krieg war erst vor kurzer Zeit zu Ende gegangen, und auch die regulären deutschen Truppen hatten aus militärischen Zwecken Umsiedlungen vorgenommen. Ebenso war es in der französischen Armee üblich, Ortschaften von der Zivilbevölkerung zu räumen. Somit erregte das Vorgehen international und auch in der Schweiz kein besonderes Aufsehen.
Zudem hatte die Alliierte Militärregierung im Gesetz Nr. 161 ein 5 Kilometer breites „Sperr-Grenzgebiet“ an den deutschen Grenzen angeordnet, und damit waren auch viele Ortschaften entlang des Rheins und um den Kanton Schaffhausen in ihrer Existenz bedroht. Nicht zuletzt weil die durchziehenden Jestetter das eigene Schicksal vorführten, regte sich im Klettgau jedoch organisierter Widerstand: Über Verbindungen mit der Schweiz konnte die Angelegenheit über den Apostolischen Nuntius Roncalli, den späteren Papst Johannes XXIII., geregelt werden: Per Bescheid des Militärgouverneurs am 3. Juni 1945 wurden alle Ortschaften südlich des Wutachtals von der Anordnung verschont. 140 Bürger hatten in Erzingen vor dem Entscheid ein Gelübde zum Bau einer Kapelle gezeichnet.
Die Bevölkerung fand den Sommer 1945 über Unterkunft in verschiedenen Schwarzwalddörfern. Bis zum Herbst des Jahres 1945 waren die Einwohner der damals vier Ortschaften wieder in ihrer Heimat.

## Politik

### Gemeinderat
Der Gemeinderat in Lottstetten hat 12 Mitglieder. Er besteht aus den gewählten ehrenamtlichen Gemeinderäten und dem Bürgermeister als Vorsitzendem. Der Bürgermeister ist im Gemeinderat stimmberechtigt.
Die Kommunalwahl am 9. Juni 2024 führte zu folgendem Endergebnis.

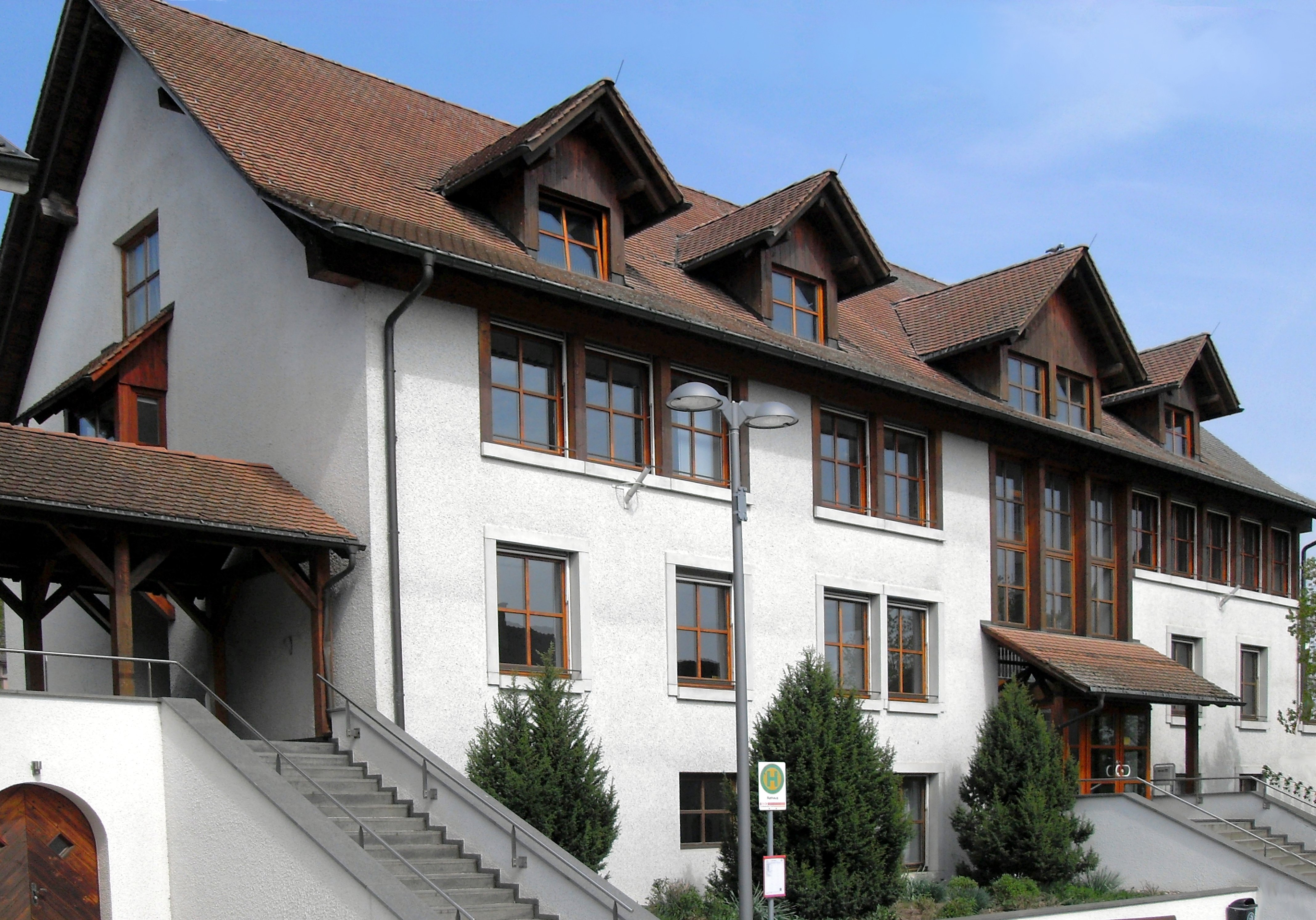
Rathaus Lottstetten

| Parteien und Wählergemeinschaften | Parteien und Wählergemeinschaften           | % 2024  | Sitze 2024 | % 2019 | Sitze 2019 | Kommunalwahl 2024 %50403020100 44,01 %37,65 %18,34 %n. k. % FWCDUSPDGrüneGewinne und Verlusteim Vergleich zu 2019 %p 12 10 8 6 4 2 0 −2 −4 −6 −8−10−12−14−16−18−20+10,21 %p+10,05 %p−1,36 %p−18,9 %pFWCDUSPDGrüne |
| FW                                | Freie Wähler                                | 44,01   | 5          | 33,8   | 4          | Kommunalwahl 2024 %50403020100 44,01 %37,65 %18,34 %n. k. % FWCDUSPDGrüneGewinne und Verlusteim Vergleich zu 2019 %p 12 10 8 6 4 2 0 −2 −4 −6 −8−10−12−14−16−18−20+10,21 %p+10,05 %p−1,36 %p−18,9 %pFWCDUSPDGrüne |
| CDU                               | Christlich Demokratische Union Deutschlands | 37,65   | 5          | 27,6   | 4          | Kommunalwahl 2024 %50403020100 44,01 %37,65 %18,34 %n. k. % FWCDUSPDGrüneGewinne und Verlusteim Vergleich zu 2019 %p 12 10 8 6 4 2 0 −2 −4 −6 −8−10−12−14−16−18−20+10,21 %p+10,05 %p−1,36 %p−18,9 %pFWCDUSPDGrüne |
| SPD                               | Sozialdemokratische Partei Deutschlands     | 18,34   | 2          | 19,7   | 2          | Kommunalwahl 2024 %50403020100 44,01 %37,65 %18,34 %n. k. % FWCDUSPDGrüneGewinne und Verlusteim Vergleich zu 2019 %p 12 10 8 6 4 2 0 −2 −4 −6 −8−10−12−14−16−18−20+10,21 %p+10,05 %p−1,36 %p−18,9 %pFWCDUSPDGrüne |
| Grüne                             | Bündnis 90/Die Grünen                       | –       | –          | 18,9   | 2          | Kommunalwahl 2024 %50403020100 44,01 %37,65 %18,34 %n. k. % FWCDUSPDGrüneGewinne und Verlusteim Vergleich zu 2019 %p 12 10 8 6 4 2 0 −2 −4 −6 −8−10−12−14−16−18−20+10,21 %p+10,05 %p−1,36 %p−18,9 %pFWCDUSPDGrüne |
| gesamt                            | gesamt                                      | 100,0   | 12         | 100,0  | 12         | Kommunalwahl 2024 %50403020100 44,01 %37,65 %18,34 %n. k. % FWCDUSPDGrüneGewinne und Verlusteim Vergleich zu 2019 %p 12 10 8 6 4 2 0 −2 −4 −6 −8−10−12−14−16−18−20+10,21 %p+10,05 %p−1,36 %p−18,9 %pFWCDUSPDGrüne |
| Wahlbeteiligung                   | Wahlbeteiligung                             | 57,31 % | 57,31 %    | 56,7 % | 56,7 %     | Kommunalwahl 2024 %50403020100 44,01 %37,65 %18,34 %n. k. % FWCDUSPDGrüneGewinne und Verlusteim Vergleich zu 2019 %p 12 10 8 6 4 2 0 −2 −4 −6 −8−10−12−14−16−18−20+10,21 %p+10,05 %p−1,36 %p−18,9 %pFWCDUSPDGrüne |

### Bürgermeister
Seit dem 4. Oktober 2019 ist Andreas Morasch neuer Bürgermeister der Gemeinde Lottstetten. Er setzte sich in der Stichwahl am 21. Juli 2019 mit 53,4 % durch.
Er trat die Nachfolge von Jürgen Link an, der nach 24 Jahren nicht mehr zur Wahl angetreten war.

### Wappen
Blasonierung: „In Rot eine mit goldenem Seil gebundene goldene Korngarbe aus vierzehn langgrannigen Ähren, die je äußeren beiden herabgeneigt.“

## Wirtschaft
Die Wirtschaft ist von kleinen Gewerbebetrieben, Dienstleistungen, Landwirtschaft und einem Kieswerk geprägt.
Eines der südlichsten Weingüter Deutschlands liegt mit 47,60 Grad nördlicher Breite im Ortsteil Nack. Es wird von der Familie Clauß betrieben.

## Verkehr

### Schweizerische Bundesbahnen

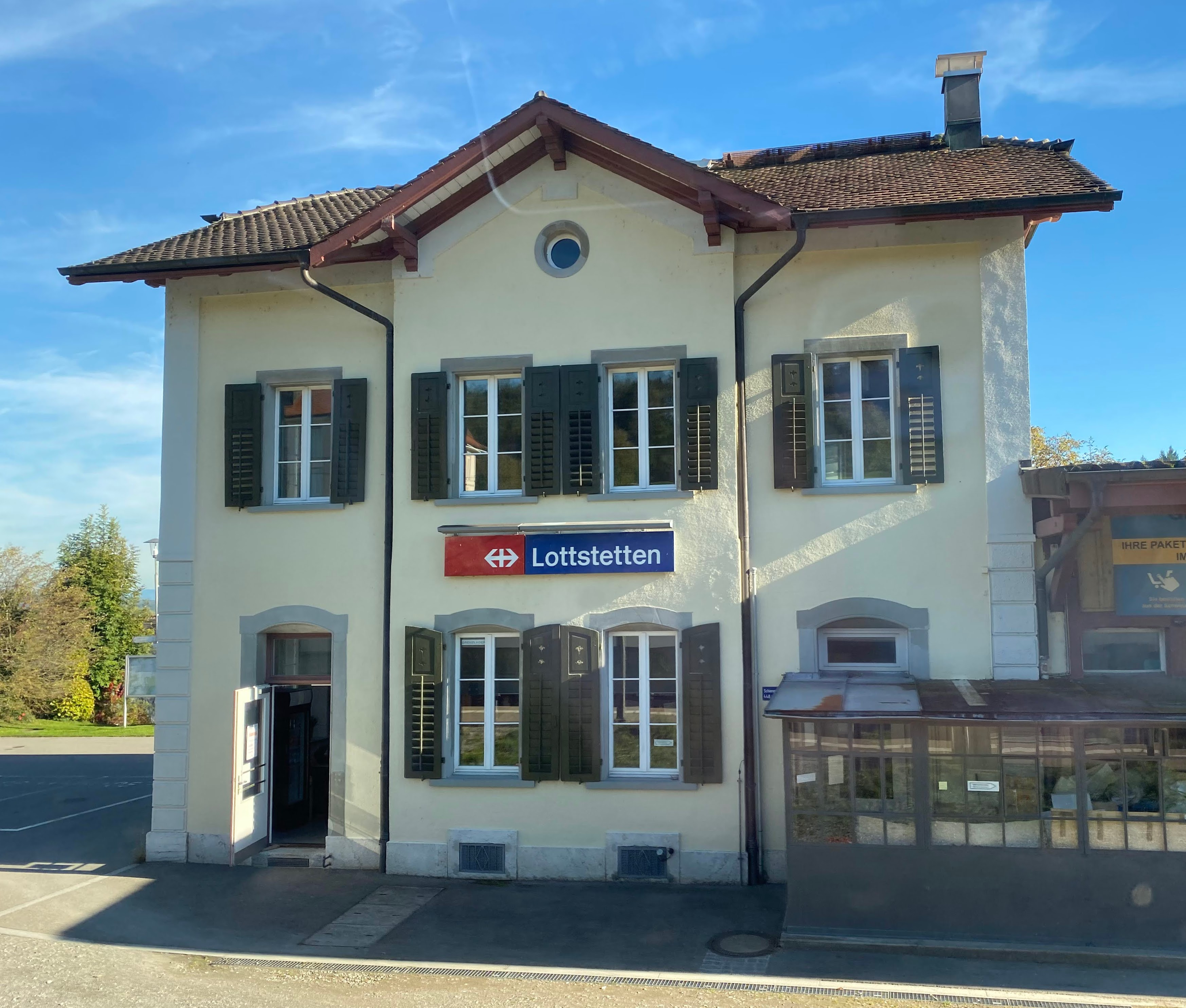
Bahnhof Lottstetten, mit dem Logo der SBB

Die Bahnstrecke durch Lottstetten wird von den SBB nach Schweizer Vorschriften betrieben. Sie hat keine direkte Verbindung zum übrigen deutschen Eisenbahnnetz. Der Bahnhof Lottstetten ist neben dem Bahnhof von Jestetten einer von zwei SBB-Bahnhöfen auf deutschem Staatsgebiet, nachdem der Bahnhof Altenburg-Rheinau Ende 2010 von den SBB zu Gunsten eines Halts am Rheinfall geschlossen wurde. Die auf dieser Bahnstrecke verkehrende S9 der S-Bahn Zürich verbindet Lottstetten mit Schaffhausen, Eglisau, Bülach und Zürich.

### Radverkehr
Durch Lottstetten verläuft als Radfernweg der Rheinradweg, der von der Quelle des Rheins am Oberalppass im Schweizer Kanton Graubünden bis zur Mündung bei Rotterdam führt. Dessen rechtsrheinische Variante verläuft von Schaffhausen kommend über Jestetten und Lottstetten, danach von Rafz bis Wasterkingen durch Schweizer Gebiet und, wieder in Deutschland, über Hohentengen am Hochrhein nach Waldshut. Er ist am Hochrhein ausgewiesen als Eurovelo-Route 6 (Atlantik – Schwarzes Meer) und 15 (Rheinradweg) und als D-Routen 6 (Donauroute) und 8 (Rhein-Route).

### Schifffahrt
Die Rheinfähre Ellikon–Nack ist eine internationale Personenfähre am Hochrhein. Sie führt von Ellikon am Rhein, einem Ortsteil der Gemeinde Marthalen in der Schweiz, nach Nack, einem Ortsteil der Gemeinde Lottstetten in Deutschland. Die Fähre verkehrt nicht im Winter. Bis 1972 befand sich in Ellikon eine Zollabfertigungsstelle für die Passagiere der Fähre.
Die Fähre darf von Schweizer Zöllnern benutzt werden, um sich bewaffnet von Ellikon über deutsches Staatsgebiet nach dem rechtsrheinischen schweizerischen Rüdlingen zu begeben. Laut geltendem Völkerrecht dürfen als Fährleute «nur sachkundige, kräftige, dem Trunke nicht ergebene Männer mit normalen Gesichts- und Gehörorganen verwendet werden».
Die Fährverbindung ist in das Inventar historischer Verkehrswege der Schweiz aufgenommen worden.

## Medien
In Lottstetten ist die Monopolzeitung Südkurier mit ihrem Ableger Alb-Bote vertreten. Dazu kommt das Anzeigenblatt Anzeiger Hochrhein. Online berichtet hierzuland.info über die Gemeinde und die umliegenden Orte.

## Persönlichkeiten
- Matthias Starck (1628–1708), Theologe und Weihbischof, Philosoph